# Dichlorure de titanocène
Le dichlorure de titanocène est un composé organotitane de formule chimique (η5-C5H5)2TiCl2, couramment abrégée Cp2TiCl2, où Cp représente un ligand cyclopentadiényle C5H5. Ce métallocène est un réactif employé en synthèse organique et organométallique. Il se présente comme une poudre rouge vif qui s'hydrolyse lentement au contact de l'air. Il présente également une activité antitumorale et a été le premier complexe non platine à faire l'objet d'un essai clinique en chimiothérapie.

## Structure et préparation
Le complexe Cp2TiCl2 adopte une géométrique tétraédrique distordue, si l'on assimile les unités cyclopentadiène à des ligands monodentates — elles sont liées au titane par une liaison haptique η5. La liaison Ti–Cl a une longueur de 237 pm, tandis que l'angle Cl–Ti–Cl vaut 95°.
Le mode de préparation standard du dichlorure de titanocène part du tétrachlorure de titane TiCl4. La synthèse à partir de cyclopentadiénure de sodium Na(C5H5) est encore couramment utilisée :
2 Na(C5H5) + TiCl4 ⟶ (η5-C5H5)2TiCl2 + 2 NaCl.
Il peut également être obtenu à partir de cyclopentadiène C5H6 fraîchement distillé plutôt qu'à partir de son sel de sodium :
2 C5H6 + TiCl4 ⟶ (η5-C5H5)2TiCl2 + 2 HCl.

## Réactions

### Remplacement de ligands chlorure
Le dichlorure de titanocène est un réactif efficace comme source d'unités Cp2Ti2+. Les ligands chlorure peuvent être déplacés par une large gamme de nucléophiles. L'hydrogénosulfure de sodium NaSH et les polysulfures donnent respectivement des dérivés Cp2Ti(SH)2 et Cp2TiS5.
Le réactif de Petasis, ou diméthyltitanocène Cp2Ti(CH3)2, est obtenu en faisant réagir du dichlorure de titanocène avec du chlorure de méthylmagnésium CH3MgCl ou du méthyllithium CH3Li ; il est utile pour les conversions des esters en éthers d'énol.
Cp2TiCl2 + 2 CH3MgCl ⟶ Cp2Ti(CH3)2 + 2 MgCl2.
Le réactif de Tebbe Cp2Ti(µ-CH2)(µ-Cl)Al(CH3)2 s'obtient en faisant réagir deux équivalents de triméthylaluminium (CH3)3Al avec du dichlorure de titanocène, :
Cp2TiCl2 + 2 Al(CH3)3 ⟶ CH4 + Cp2Ti(µ-CH2)(µ-Cl)Al(CH3)2 + (CH3)2AlCl.

### Remplacement de ligands cyclopentadiényle
Un ligand cyclopentadiényle peut être éliminé du Cp2TiCl2 pour donner du CpTiCl3 à géométrie tétraédrique. Cette conversion peut être réalisée à l'aide de tétrachlorure de titane TiCl4 ou de chlorure de thionyle SOCl2.
Le composé sandwich (cycloheptatriényl)(cyclopentadiényl)titane (η7-C7H7)(η5-C5H5)Ti (troticène) peut être obtenu par traitement de dichlorure de titanocène avec du cycloheptatriényllithium.
Le titanocène Cp2Ti est lui-même si réactif qu'il se réarrange en dimère d'hydrures à titaneIII qui a fait l'objet de nombreuses études. Ce dimère peut être piégé en conduisant la réduction du dichlorure de titanocène en présence de ligands. Avec du benzène, on peut obtenir un complexe de fulvalène μ(η5:η5-fulvalène)-di-(μ-hydrido)-bis(η5-cyclopentadiényltitane), et le soluté résultant peut être caractérisé par cristallographie aux rayons X.
Le même composé avait été publié plus tôt par une réduction du dichlorure de titanocène par l'aluminohydrure de lithium LiAlH4 et par l'amalgame de sodium Na(Hg) et étudié par RMN du proton avant sa caractérisation définitive.

### Réduction
La réduction du dichlorure de titanocène Cp2TiCl2 (ci-dessous  en rouge) donne le chlorure de bis(cyclopentadiényl)titane(III) [(η5-C5H5)2Ti(µ-Cl)]2 (réactif de Nugent-RajanBabu, ci-dessous en vert) en équilibre chimique avec le solvant, :
Le dichlorure de titanocène est précurseur de dérivés de titane(II). On a notamment étudié les réductions aux réactifs de Grignard et aux composés alkyllithium. Parmi les réducteurs les plus pratiques, on peut retenir le magnésium, l'aluminium et le zinc. Les exemples suivants illustrent certains des composés qui peuvent être produits par réduction du dichlorure de titanocène en présence de ligands π-accepteurs :
Cp2TiCl2 + 2 CO + Mg ⟶ Cp2Ti(CO)2 + MgCl2 ;
Cp2TiCl2 + 2 R3P + Mg ⟶ Cp2Ti(R3P)2 + MgCl2.
On connaît des dérivés alkylés du titanocène de formule Cp2TiC2R2 ainsi que les complexes de benzyne correspondants, voire des titanocyclopentadiènes. Le réactif de Rosenthal Cp2Ti(η2-Me3SiC≡CSiMe3) peut être obtenu de cette manière ; la réaction ci-dessous illustre les deux mésomères A et B de ce réactif :
La réaction d'équivalents de titanocène réagissent avec des alcénylalcynes suivie d'une carbonylation et d'une hydrolyse peut mener à la formation de cyclopentadiénones bicycliques de manière apparentée à une réaction de Pauson-Khand (en). La cyclisation réductrice des énones est également susceptible de conduire à l'alcool correspondant de manière stéréosélective.
La réduction du dichlorure de titanocène en présence de diènes conjugués tel quel le 1,3-butadiène donne des complexes η3-allyltitane. On observe des réactions apparentées avec des diynes. Le titanocène peut également catalyser la métathèse de liaisons C–C pour former des diynes asymétriques.

### Dérivés du dichlorure de décaméthyltitanocène
On connaît de nombreux analogues du dichlorure de titanocène. Les plus emblématiques sont les dérivés méthylés (η5-C5H4Me)2TiCl2 et (η5-C5Me5)2TiCl2. Le complexe d'éthylène (η5-C5Me5)2Ti(η2-C2H4) peut être obtenu par réduction au sodium de (η5-C5Me5)2TiCl2 en présence d'éthylène. L'analogue non méthylé n'a pas été observée. Ces espèces à pentaméthylcyclopentadiényle, noté Cp*, interviennent dans de nombreuses réactions telles que des cycloadditions d'alcynes.